# Praslin
Praslin (pronuncia-se "pralam") é a segunda maior ilha do arquipélago das Seicheles com 39,50 km2 e 7.000 habitantes (censo 2002). Está localizada a cerca de 3 horas de barco (ou 15 minutos de avião) a nordeste de Mahé. É uma ilha granítica, como todas as do “Grupo Interior” e, no meio das suas colinas encontra-se o esplêndido Valée de Mai (“Vale de Maio”), cuja reserva da natureza foi considerada pela UNESCO, em 1984, Património da Humanidade.
É o único local no mundo onde se encontra, em estado selvagem, o famoso coco-do-mar, o maior fruto do mundo e com forma de coxas humanas, para além de uma grande quantidade de plantas e animais endémicos, de que o mais célebre é o papagaio-negro, o “pássaro nacional” das Seicheles.
Os recifes de coral que circundam a ilha são o habitat de mais de 900 espécies de peixes e de conchas de grande beleza. Outro produto desta ilha é um granito róseo muito especial, que foi usado em vários hotéis locais.

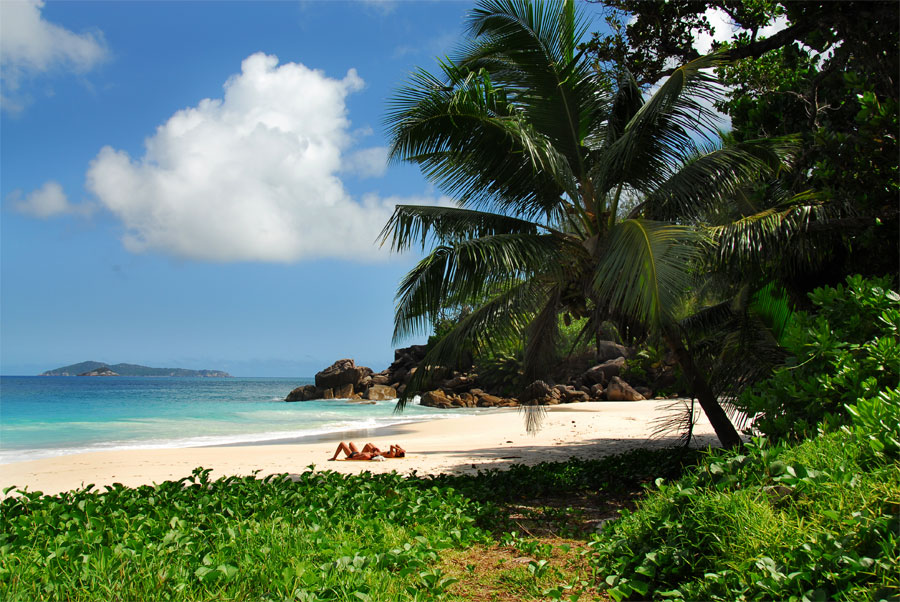
Paisagem de Praslin